# Это пришло с небес
«Это пришло с небес» (англ. It Came from the Sky — телефильм 1999 года в жанре драма с элементами мистики, поставленный режиссёром Джеком Бендером.

## Сюжет
У Дональда Бриджеса и его жены Элис есть 13-летний сын — Энди, который эмоционально неустойчив после перенесённого в детстве несчастного случая в бассейне. Родители часто спорят друг с другом о том, как воспитывать сына, а тем временем незваные гости — Джарвис Муди и Пеппер Аппер, летящие на день святого Валентина в Лас-Вегас вследствие аварии самолёта падают прямо на крышу их дома.
Джарвис и Пеппер — пара богатых чудаков, они дают Дональду и Элис урок о том, как получать удовольствие от жизни. Странная парочка заставляет нервных родителей прийти к согласию друг с другом и отправить сына в специальную школу.

## В ролях
| Актёр           | Роль                                                |
| --------------- | --------------------------------------------------- |
| Джон Риттер     | Дональд Бриджес отец                                |
| Джобет Уильямс  | Элис Бриджес мать                                   |
| Кевин Зегерс    | Энди Бриджес сын                                    |
| Ясмин Блит      | Пеппер Аппер гость, настоящее имя Пенелопа Джонстон |
| Кристофер Ллойд | Джарвис Муди гость                                  |
| Кристиан Дэйн   | Энди Бриджес Энди в детстве                         |

## Производство
Съёмки проходили с 1 по 21 декабря 1997 года в Лос-Анджелесе. Премьера на телевидении США состоялась 15 мая 1999 года, издание DVD — в начале 2000 года.

### Саундтрек
В фильме использовалась музыка Сэма Филлипса, Шелли Пейкен, а также групп The Everly Brothers и The Ledfords.